# Liste des évêques de Hereford

Blason des évêques de Hereford.

L'évêque de Hereford est à la tête du diocèse anglican de Hereford, dans la province de Canterbury.

## Liste des évêques de Hereford

### Jusqu'à la conquête normande
| Début            | Fin              | Nom                | Remarques                                        |
| ---------------- | ---------------- | ------------------ | ------------------------------------------------ |
| vers 680         | 688 ou avant     | Putta              | Peut-être transféré depuis Rochester.            |
| 688              | 705 × 710        | Tyrhtil            |                                                  |
| 710              | 727 × 731        | Torhthere          |                                                  |
| 727 × 731        | 731 × 736        | Walhstod           |                                                  |
| 736              | 740              | Cuthberht          | Transféré à Cantorbéry.                          |
| 741              | 747 × 758        | Podda              |                                                  |
| 747 × 758        | 758 × 770        | Acca               |                                                  |
| 758 × 770        | 770 × 777        | Headda             |                                                  |
| 777 ou 778       | 781 × 786        | Aldberht           |                                                  |
| 781 × 786        | 786 × 788        | Esne               |                                                  |
| 786 × 788        | 793 × 798        | Ceolmund           |                                                  |
| 793 × 798        | 799 × 801        | Utel               |                                                  |
| 799 × 801        | 822 × 824        | Wulfheard          |                                                  |
| 824              | 825 × 832        | Beonna             |                                                  |
| 825 × 832        | 836 × 839        | Eadwulf            |                                                  |
| 836 × 839        | 857 × 866        | Cuthwulf           |                                                  |
| 857 × 866        | 857 × 866        | Mucel              | Peut-être transféré depuis Rochester.            |
| 857 × 866        | 884 × 888        | Deorlaf            |                                                  |
| 888              | 888 × 890        | Cynemund           |                                                  |
| 888 × 890        | 930 × 931        | Edgar              |                                                  |
| 930 × 931        | 934 ou 937 × 940 | Tidhelm            |                                                  |
| 934 ou 937 × 940 | 934 ou 937 × 940 | Wulfhelm           |                                                  |
| 934 ou 937 × 940 | 949 x 958 ou 971 | Ælfric             |                                                  |
| ?                | ?                | Wulfric            |                                                  |
| 971 ou avant     | 1013 ou après    | Æthulf             | Moine au Old Minster de Winchester.              |
| 1013 × 1016      | 10 février 1056  | Æthelstan          |                                                  |
| 27 mars ? 1056   | 16 juin 1056     | Leofgar            |                                                  |
| 1056             | décembre 1060    | Ealdred            | Également évêque de Worcester. Transféré à York. |
| 1060             | 1079             | Walter de Lorraine |                                                  |
| Sources :        |                  |                    |                                                  |

### De la conquête normande à la Réforme
- 1079-1095 : Robert de Losinga
- 1096-1101 : Gérard
- 1101-1102 : vacant
- 1102 : Roger
- 1102-1107 : vacant
- 1107-1115 : Reynelm
- 1115-1121 : Geoffrey de Clive
- 1121-1127 : Richard de Capella
- 1127-1131 : vacant
- 1131-1148 : Robert de Béthune
- 1148-1163 : Gilbert Foliot
- 1163-1166 : Robert de Melun
- 1166-1174 : vacant
- 1174-1186 : Robert Foliot
- 1186-1200 : William de Vere
- 1200-1215 : Giles de Braose
- 1216-1219 : Hugh de Mapenor
- 1219-1234 : Hugh Foliot
- 1234-1239 : Ralph de Maidstone
- 1239-1240 : Michael (élection annulée)
- 1240-1268 : Pierre d'Aigueblanche
- 1268-1275 : John de Breton
- 1275-1282 : Thomas de Cantilupe
- 1283-1316 : Richard Swinefield
- 1316-1327 : Adam Orleton
- 1327-1344 : Thomas Charleton
- 1344-1361 : John Trilleck
- 1361-1370 : Lewis de Charleton
- 1370-1375 : William Courtenay
- 1375-1389 : John Gilbert
- 1389-1404 : Thomas Trevenant
- 1404-1417 : Robert Mascall
- 1417-1420 : Edmund Lacey
- 1420-1421 : Thomas Polton
- 1421-1448 : Thomas Spofford
- 1448-1450 : Richard Beauchamp
- 1450-1453 : Reginald Boulers
- 1453-1474 : John Stanberry
- 1474-1492 : Thomas Mylling
- 1492-1502 : Edmund Audley
- 1502-1504 : Adriano di Castello
- 1504-1516 : Richard Mayew
- 1516-1535 : Charles Booth

### Depuis la Réforme
- 1535-1538 : Edward Foxe
- 1538-1539 : Edmund Bonner
- 1539-1552 : John Skypp
- 1553-1554 : John Harley
- 1554-1557 : Robert Parfew
- 1557-1558 : Thomas Reynolds
- 1559-1585 : John Scory
- 1585-1602 : Herbert Westfaling
- 1602-1617 : Robert Bennet
- 1617-1634 : Francis Godwin
- 1634 : William Juxon (élu mais transféré à Londres avant sa consécration)
- 1634 : Godfrey Goodman (élu mais refuse le titre)
- 1634 : Augustine Lindsell
- 1634-1635 : Matthew Wren
- 1635-1636 : Theophilus Feild
- 1636-1646 : George Coke
- 1646-1660 : vacant
- 1660-1661 : Nicholas Monck
- 1661-1692 : Herbert Croft
- 1691-1701 : Gilbert Ironside
- 1701-1712 : Humphrey Humphreys
- 1712-1721 : Philip Bisse
- 1721-1723 : Benjamin Hoadly
- 1723-1746 : Henry Egerton
- 1746-1787 : James Beauclerk
- 1787-1788 : John Harley
- 1788-1802 : John Butler
- 1802-1808 : Folliott Cornewall
- 1808-1815 : John Luxmoore
- 1815-1832 : George Huntingford
- 1832-1837 : Edward Grey
- 1837-1847 : Thomas Musgrave
- 1847-1868 : Renn Hampden
- 1868-1894 : James Atlay
- 1895-1917 : John Percival
- 1917-1920 : Hensley Henson
- 1920-1930 : Linton Smith
- 1930-1941 : Charles Carre
- 1941-1948 : Richard Parsons
- 1949-1961 : Tom Longworth
- 1961-1973 : Mark Hodson
- 1973-1990 : John Eastaugh
- 1990-2003 : John Oliver
- depuis 2004 : Anthony Priddis